# Beja Congress
Der Beja Congress (engl. für „Kongress der Bedscha“) ist eine sowohl mit politischen als auch zuweilen mit militärischen Mitteln agierende Organisation des Volkes der Bedscha im Osten Sudans.

## Anliegen
Der hauptsächlich von Bedscha und Rashaida bewohnte Osten Sudans ist eine arme, unterentwickelte und immer wieder von Dürre und Hunger geplagte Region. Trotz der reichen Vorkommen von Gold und Eisenerz, unter anderem in den Dschibal al-Bahr al-ahmar, die auch abgebaut werden, hat sich an dieser Situation nicht viel geändert. Auch von den Gewinnen aus der Erdölförderung profitiert die Bevölkerung kaum. Deshalb fühlen sich viele Bedscha und Rashaida von der Zentralregierung in Khartum marginalisiert und unterdrückt.

## Geschichte
1957 gründeten Bedscha-Intellektuelle unter der Führung von Taha Osman Bileya den Beja Congress, der sich für mehr regionale Autonomie für die Bedscha einsetzt. Bei den demokratischen Wahlen von 1965 errang die Organisation einige Parlamentssitze für die Regierungsperiode 1965–1969. Während der Regierungszeit Dschafar an-Numairis von 1969 bis 1984 blieb der Beja Congress oberflächlich inaktiv, fuhr aber damit fort, Mitglieder zu rekrutieren und die Bevölkerung in Ostsudan zu mobilisieren. Der Beja Congress ist seit 1995 Teil des oppositionellen Bündnisses National Democratic Alliance (NDA).
In den 1990er Jahren begann der Beja Congress als Reaktion auf verstärkte Repressionen durch die Regierung einen bewaffneten Kampf. Immer wieder wurden Regierungseinrichtungen wie etwa die strategisch wichtige Erdöl-Pipeline von Khartum nach Port Sudan, die durch Bedscha-Gebiet zum Roten Meer führt, angegriffen.
Als 2005 ein Friedensabkommen zwischen der Regierung und den Rebellen der Sudanesischen Volksbefreiungsarmee (SPLA) den Sezessionskrieg im Südsudan beendete und Südsudan Autonomie bzw. eventuell die Unabhängigkeit in Aussicht stellte, nährte dies auch in anderen Landesteilen die Hoffnungen auf mehr Regionalautonomie. Im Westen Sudans brach der Darfur-Konflikt offen aus. Der Beja Congress verbündete sich mit der Rebellenorganisation SLA in Darfur. Der Beja Congress, die Rashaida-Organisation Free Lions und die JEM in Darfur schlossen sich zur „Eastern Front“ zusammen. Zeitgleich mit dem Ausbruch des Darfur-Konflikts verschärften sich auch in Ostsudan die Attacken auf Regierungseinrichtungen. Eine offene Eskalation des schwelenden Konfliktes in Ostsudan wurde befürchtet, blieb jedoch zunächst aus.
Ab Anfang 2006 liefen in Eritrea Friedensverhandlungen zwischen der Regierung und den Rebellen Ostsudans. Dabei konnte am 14. Oktober 2006 ein Friedensvertrag unterzeichnet werden.